# Рисанска улица (Београд)
| РИСАНСКА · улица | РИСАНСКА · улица |
| ---------------- | ---------------- |
|                  |                  |
| Општина          | Савски венац     |
| Почетак          | Савска улица     |
| Крај             | Сарајевска улица |
| Дужина           | 200 m            |
| Ширина           | 10 m             |
| Створена         | непознато        |
| Названа          | 1896             |
|                  |                  |
|                  |                  |

Рисанска улица налази се на територији општине Савски венац. Простире се од улице Савске 13, сече улицу Др Александра Костића и иде до Сарајевске улице, односно до Хајдук-Вељковог венца.

## Име улице
Ова улица је више пута током историје мењала име:
- Кнагињина чесма (1872 - 1893)
- Кнегиње Љубице чесма (1893 - 1896)

Име је добила 1896. године када је названа Рисањска улица.

## Историја
Рисанска улица води име од града Рисан, који се налази у Боки Которској. На месту где се налази град Рисан налазило се насеље Ризинијум, које је названо преме племену Ризунити. У средњем веку био је под влашћу босанских и зетских владара, а у другој половини 15. века припадао је Дубровачкој републици. Од 1539. до 1687. припадао је под Туску власт, Венецији је припадао до 1797, а у саставу Аустрије до 1918. године.